# Station La Douay
Station La Douay is een spoorwegstation in de Zwitserse gemeente Orsières. Het station ligt aan de spoorlijn Martigny - Orsières.